# Jacob Burns
Jacob Geoffrey Burns (ur. 21 kwietnia 1978 w Sydney) – australijski piłkarz występujący na pozycji pomocnika, reprezentant Australii w latach 2000–2010.

## Kariera klubowa
Od początku 2006 roku do lutego 2008 był zawodnikiem Wisły Kraków. 24 marca 2006 zadebiutował w I lidze w wygranym 2:1 meczu przeciwko Pogoni Szczecin. Ogółem w polskiej ekstraklasie rozegrał 22 spotkania. 15 lutego 2008 rozwiązał kontrakt z Wisłą Kraków za porozumieniem stron. Następnie trafił do Unirei Urziceni prowadzonej przez dawnego trenera Wisły Dana Petrescu. W sezonie 2008/09 wywalczył z tym zespołem mistrzostwo Rumunii. W Liga I rozegrał łącznie 19 spotkań. W 2009 roku odszedł do Perth Glory FC, gdzie mianowano go kapitanem zespołu i gdzie pozostał do momentu zakończenia kariery w 2014 roku.

## Kariera reprezentacyjna
15 listopada 2000 zadebiutował w reprezentacji Australii w wygranym 2:0 meczu towarzyskim ze Szkocją. W zespole narodowym rozegrał ogółem w latach 2000–2010 11 spotkań, nie zdobył żadnej bramki.

## Sukcesy
Unirea Urziceni
- mistrzostwo Rumunii: 2008/09